# Понтанус, Пётр Данилович
Пётр Данилович Понтан(ус) — иностранный доктор и аптекарь, работавший в Москве и Вологде при царе Алексее Михайловиче, под руководством которого в Вологде была основана вторая (после Москвы) аптека в России. 

## Основание аптеки в Вологде
В 1675 году вологодскому воеводе Федору Александровичу Тишкевичу и дьяку Ивану Гореникову был дан указ, в котором упоминалось о том, что в Вологду послан Петр Понтан: «Велено на Вологде построить аптеку со всяким лекарством и оные продавать всяких чинов ратным и тамошним людям против того («против того» здесь означает «также»), как продается ныне в Москве в новой Аптеке».
Понтана сопровождала в Вологду целая свита: толмач Мартын Албрехт, писцы и приказные; кроме того, для сбора и охраны аптечной казны, Понтанусу было приказано «дать целовальника за сторожа и для караула стрельцов». Воеводе и дьяку приказано во всем содействовать Понтанусу, а также вести учёт доходов аптеки, записывать суммы в приходскую книгу, и посылать отчёты об этих суммах в Москву, к боярину Артамону Сергеевичу Матвееву и дьяку Патрикееву.

## Музей аптечного дела
На сегодняшний день, в Вологде в помещении городской аптеки номер 1 (расположена в здании, построенном уже в XX веке по адресу улица Ленина, д.1) организован музей аптечного дела, в память о том, что Вологда стала вторым после Москвы городом России, где появилась собственная аптека.